# カストロヌオーヴォ・ディ・サンタンドレーア
カストロヌオーヴォ・ディ・サンタンドレーア（イタリア語: Castronuovo di Sant'Andrea）は、イタリア共和国バジリカータ州ポテンツァ県にある、人口約1,000人の基礎自治体（コムーネ）。

## 地理

### 位置・広がり

#### 隣接コムーネ
隣接するコムーネは以下の通り。
- カルヴェーラ
- キアロモンテ
- ロッカノーヴァ
- サン・キーリコ・ラパーロ
- テアーナ